# Пять могил для медиума
«Пять могил для медиума» (итал. 5 tombe per un medium) — американо-итальянский фильм ужасов 1965 года режиссёра Массимо Пупилло.

## Сюжет
Только начинающий свою деятельность молодой нотариус Альберт Ковак получает письмо от некого доктора, который приглашает нотариуса приехать к нему в загородный дом и надлежащим образом оформить завещание. Ковак наводит справки и выясняет, что отправитель письма уже давно умер. Приехав всё-таки по указанному адресу, Ковак знакомится с вдовой и дочерью умершего, а также выясняет, что при жизни он занимался алхимией и сейчас с помощью магии вернулся к жизни, дабы отомстить за свою смерть.

## В ролях
- Уолтер Бранди — Альберт Ковак
- Мирелла Маравиди — Коринн Хауфф
- Барбара Стил — Клео Хауфф
- Альфредо Риццо — доктор Немек
- Риккардо Гаррони — Йозеф Морган
- Лучано Пигоцци — садовник Курт
- Эннио Бальбо — Оскар Стиннел
- Тильда Тиль — горничная Луиз

## Производство фильма
Режиссёру фильма Массимо Пупилло, фактически, было наплевать на судьбу снимаемого фильма и поиск денег для производства картины он полностью доверил продюсеру Ральфу Цукеру. Также, в пору их сотрудничества, они договорились о съёмках ещё двух фильмов, у которых были бы разные названия. В результате этого, в знак благодарности, в качестве режиссёра данной картины Пупилло в титрах поставил имя Ральфа Цукера.

## Критика
Луис Поль в своей книге Italian Horror Film Directors отмечает, что данная картина явилась более совершенной по сравнению с Кровавой бездной ужаса.В целом же Поль констатирует это красиво снятая черно-белая картина, содержащая атмосферные сцены с взываемыми к жизни мертвецами.